# Boreohippidion galushai
Il boreoippidion (Boreohippidion galushai) è un mammifero perissodattilo estinto, appartenente agli equidi. Visse nel Miocene superiore (circa 6 - 7 milioni di anni fa) e i suoi resti fossili sono stati ritrovati in Nordamerica.

## Descrizione
Questo animale è noto solo per la parte anteriore di un cranio, ed è quindi impossibile ricostruirne l'aspetto con certezza. In ogni caso, dal raffronto con i fossili più completi di alcuni animali simili, come Hippidion, è possibile ipotizzare che Boreohippidion potesse assomigliare vagamente a un asino attuale sia come aspetto che come dimensioni. 
Rispetto all'assai simile Hippidion, in cui il raccorciamento dell'incisura nasale era al livello del limite tra il secondo e il terzo molare superiore (o addirittura dietro al terzo molare), in Borehippidion questa incisura era posizionata tra il terzo e il quarto premolare, ovvero in posizione nettamente più anteriore. Lo sviluppo della fossa preorbitale dorsale era inoltre molto più marcato in Boreohippidion, nel quale questa fossa era situata tra le ossa mascellari e quelle lacrimali; la porzione ventrale delle ossa nasali andava a formare il margine superiore delle fosse distali. Un'altra caratteristica distintiva di Boreohippidion era data dall'articolazione delle ossa premascellari e nasali, nella quale il maegine laterale inferiore delle aperture nasali era formato solo dalle ossa premascellari, senza contributo delle ossa mascellari.

## Classificazione
I fossili di Boreohippidion galushai vennero scoperti nella contea di Mohave in Arizona, nella formazione Big Sandy, risalente alla fine del Miocene. Inizialmente i fossili vennero descritti da MacFadden e Skinner nel 1979 come una nuova specie del genere Onohippidium, un equide noto per vari fossili sudamericani molto più recenti (Pleistocene). Successivamente, la specie tipo del genere Onohippidium (O. munizi) venne considerata identica alla specie tipo di Hippidion (H. principale), e divenne quindi necessario istituire un nuovo genere per la specie nordamericana, considerata più arcaica e ben distinta da Hippidion. Il genere Boreohippidion, quindi, venne istituito nel 2015. 
Boreohippidion e Hippidion fanno parte di una radiazione evolutiva di equidi dalle narici allungate e arretrate, originatisi in Nordamerica ma migrati in Sudamerica durante il Grande Scambio Faunistico Americano. 